# 루셰

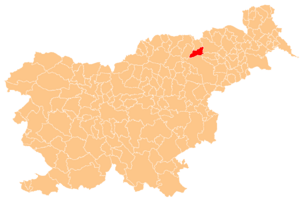
루셰의 위치

루셰(슬로베니아어: Ruše)는 슬로베니아 북동부에 위치한 도시로 면적은 60.8km2, 인구는 7,351명(2002년 기준), 인구 밀도는 120명/km2이다. 드라바강 우안과 접하며 마리보르 서쪽에 위치한다. 전통적으로는 슈타예르스카 지역에 속한다.